# Minas Gerais
Minas Gerais je jeden z 26 brazilských států, který je součástí Jihovýchodního regionu. Jedná se o druhý nejlidnatější stát a čtvrtý největší co se rozlohy týče. Hlavním městem je Belo Horizonte ležící v podstatě v samotném středu státu. Minas Gerais je velkou zásobárnou imigrantů (legálních i nelegálních) do USA. Většina brazilských imigrantů v oblasti Bostonu (velmi početná komunita) pochází z Minas Gerais.

## Ekonomika
Stát Minas Gerais je hlavním producentem mléka, kávy a dalších zemědělských komodit. Automobilky Fiat a Mercedes-Benz zde mají své továrny. Stát je rovněž známým producentem elektroniky. Nachází se zde také významná naleziště vzácných minerálů i surovin, od kterých stát i odvozuje své jméno – Minas Gerais znamená portugalsky generální doly.

### Externí odkazy

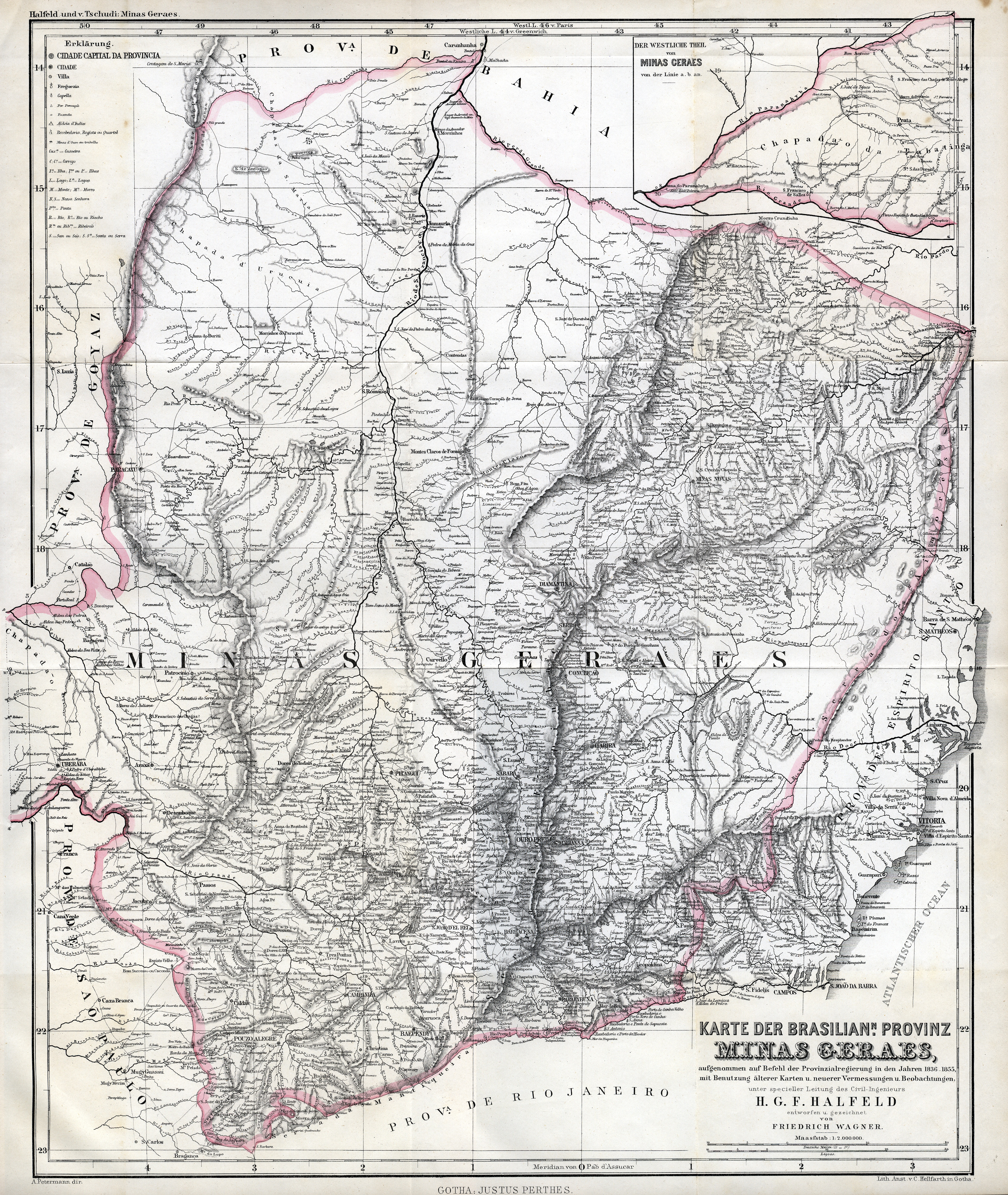
Minas Gerais, 1865.